# Cimetière des Héréros
Le cimetières des Héréros est situé à Okahandja, dans la région d'Otjozondjupa en Namibie. Le site a été classé monument national le 20 mars 1990, la veille de l'indépendance du pays.
Il comporte notamment les tombes de Tjamuaha (~1790-1861), Maharero (1820-1890) et Samuel Maharero (1856-1923)